# Kötzschen
Kötzschen ist eine Ortschaft der Stadt Merseburg im Saalekreis in Sachsen-Anhalt.

## Geografie
Kötzschen liegt im Geiseltal und befindet sich südwestlich von Merseburg.

## Geschichte
Kötzschen gehörte bis 1815 zum hochstiftlich-merseburgischen Amt Merseburg, das seit 1561 unter kursächsischer Hoheit stand und zwischen 1656/57 und 1738 zum Sekundogenitur-Fürstentum Sachsen-Merseburg gehörte. Durch die Beschlüsse des Wiener Kongresses kam der Ort im Jahr 1815 zu Preußen und wurde 1816 dem Kreis Merseburg im Regierungsbezirk Merseburg der Provinz Sachsen zugeteilt.
Kötzschen wurde am 20. Juli 1950 ein Ortsteil der Stadt Merseburg. Im November 2024 beschloss der Stadtrat, Kötzschen den Status einer Ortschaft mit eigenem Ortschaftsrat zu erteilen.

## Verkehr
Kötzschen besitzt gute Straßen- und Schienenanbindung. Die am 5. Februar 1913 in  Betrieb genommene Überlandstraßenbahn von Merseburg bis Mücheln der Merseburger Überlandbahn AG (MÜBAG) bot eine gute Schienenanbindung an Merseburg. Bereits 1922 bis 1924 gab es erste Verlegungen der Strecke bedingt durch den Braunkohleabbau im Geiseltal. 1968 wurde die Verbindung eingestellt. Heute dient nur noch die Endhaltestelle Merseburg-Süd der Straßenbahn im Einzugsbereich Kötzschen zur Anbindung an Merseburg.
Am südöstlichen Ortsrand verläuft die Bahnstrecke Merseburg–Querfurt, jedoch ohne Station. Der nächste Halt ist Beuna, direkt hinter der Ortsgrenze.
Kötzschen befindet sich in der Nähe der Bundesautobahn 38. Die Ausfahrt Merseburg-Süd (25) ist ca. drei Kilometer entfernt.

## Kultur und Gemeinwesen

### Sehenswürdigkeiten
Kötzschen besitzt eine Kirche mit Pfarrhaus. Die Hoppenhauptkirche entstand etwa 1710/20 vermutlich nach Plänen von Johann Michael Hoppenhaupt, wodurch sie im Volksmund den Namen "Hoppenhauptkirche" trägt. Sie ist geprägt durch einen hohen und quadratischen Nordturm, welcher in ein Oktogon übergeht. Das Kirchenschiff, welches als Rechtecksaal ausgebildet ist, beinhaltet bis heute herausragende Innenausstattungen. Ein Lesepult mit Taufbecken von Johann Heinrich Agner, ein Kanzelaltar von Christian Trothe und eine Orgel von Johann David Tintzsch (1738) mit Empore sind erhaltene Merkmale aus der Bauzeit der Kirche. In direkter Nachbarschaft befindet sich das Pfarrhaus.

### Gemeinwesen
Der ansässige Fußballverein 1. FC Lindner e. V. Kötzschen mit eigenem Sportplatz ist ein aktiver Sportverein in Kötzschen. Der neu sanierte Sportplatz dient als Austragungsort für viele Spiele der Sportvereine der Region.
Der Heimatverein Kötzschen 2004 e. V. ist der 2004 gegründete Heimatverein von Kötzschen. Es werden regelmäßige Feste für das Allgemeinwohl veranstaltet. Er dient auch zur Aufbereitung der Geschichte von Kötzschen.